# Jöns Bonde
Jöns Bonde, född 22 oktober 1582 i Trästena församling, död 12 mars 1662 i Bäcks församling, var en svensk kammarherre.

## Biografi
Jöns Bonde föddes 1582 på Säckestad i Trästena socken. Han var son till Filip Bonde och Carin Ulfsdotter Snakenborg. Bonde växte upp hos furstinnan Elisabet av Mecklenburg, som var dotter till Gustav Vasa. Han studerade i tre år vid Uppsala universitet, därefter i Rostocks universitet, Wittenbergs universitet och Strassburgs universitet. Bonde blev 1609 kammarherre hos kung Karl IX och 1621 kammarherre hos hertig Karl Filip. Han introducerade ätten Bonde som nummer 11 i Sveriges Riddarhus 1625. Bonde blev 20 augusti 1640 assessor i Göta hovrätt och tog avsked från tjänsten 1643. Han var även drottning Kristinas hovråd. Bonde avled 1662 på Borrö och begravdes i Fredsbergs kyrka.

### Egendom
Bonde ägde gårdarna Borrud i Bäcks socken, Storeberg i Tådene socken, Loringa i Sjögestads socken och Töllstorp i Gnosjö socken.

### Familj
Bonde gifte sig 9 september 1621 på Hönsäter i Österplana socken med Ingeborg Lilliesparre af Fyllleskog (1596–1652), dotter till hovjunkaren Peder Jonsson (Lilliesparre af Fylleskog) och Anna Posse. De fick tillsammans barnen Anna 
Bonde (1622–1687) som var gift med landshövdingen Bengt Ribbing, majoren Carl Filip Bonde (1624–1659), Christina Bonde (1626–1702), Agneta Bonde (1628–1652), kammarherren Peder Bonde (1630–1656), vice presidenten Filip Bonde (1633–1680), löjtnanten Göran Bonde (död 1660) och Karin Bonde (1641–1717) som var gift med överstelöjtnanten Otto Mörner af Tuna och kaptenen Ulrik Stake.